# Beleg Cúthalion

Ilustrace Belega Lučištníka

Beleg Cúthalion, též Beleg Lučištník, je fiktivní postava elfa z knih J. R. R. Tolkiena. Vystupuje v románech Silmarillion, Húrinovy děti a Nedokončené příběhy. Byl kapitánem strážců hranic říše Doriath a věrným služebníkem krále Thingola. Přátelil se s Túrinem Turambarem a právě jím byl nešťastnou náhodou zabit.
Beleg byl považován za jednoho z nejlepších lučištníků své doby a vlastnil velký tisový luk Belthronding. Jeho jméno znamená „mohutný“ nebo „mocný“. Jako jeho přízvisko se používá Lučištník nebo Cúthalion, což znamená „silný luk“.

## Život
První zmínka o Belegovi se v Tolkienových románech vyskytuje během líčení Bitvy náhlého plamene, kde je vůdcem oddílu, který poslal Thingol lidem z Brethilu na pomoc v boji se skřety.
Figuruje také v příběhu o Berenovi a Lúthien. Zde se spolu s Berenem, Thingolem, psem Huanem a svým přítelem a dalším královým služebníkem Mablungem účastní lovu na vlka Carcharotha.
Beleg a Mablung byli také jediní elfové z Doriathu, kteří se zúčastnili Bitvy nespočetných slz.

### Přátelství s Túrinem
Po Bitvě nespočetných slz byl do Doriathu poslán chlapec Túrin, syn válečníka Húrina, a Thingol jej přijal za syna. Túrin a Beleg se spřátelili a když Túrin dospěl, bojoval po elfově boku se skřety na hranicích Doriathu.
Došlo ale k tomu, že se Túrin dostal do sporu s Thingolovým rádcem Saerosem, v souboji ho zabil a kvůli strachu z trestu utekl z Doriathu. Belelgovi se před královým soudem povedlo dokázat, že byl Túrin Saerosem napaden a získal tak pro něj odpuštění. Poté se nabídl, že Túrina přivede zpět do Doriathu. Král Thingol mu tehdy dal odměnou za věrné služby meč Anglachel, vyrobený kovářem Eölem.
Túrin se stal nedlouho po svém útěku vůdcem tlupy psanců. Belegovi se povedlo je vystopovat, ale dorazil do tábora, když byl Túrin nepřítomen a byl zajat jako nepřítel. Nebýt toho, že se Túrin včas vrátil, nechal by Belega Túrinův pobočník Andróg zabít. Přestože Túrin elfa osvobodil, odmítl se s ním vrátit do Doriathu a tak s ním Beleg zůstal.
O něco později zajali Túrinovi muži Drobného trpaslíka jménem Mîm a donutili ho, aby jim poskytl svůj dům jako útočiště. I když Túrina Mîm považoval za přítele, ostatní, zvlášť Belega, nenáviděl.
V Tolkienových knihách existují dvě odlišné verze následujících událostí. Podle verze obsažené v Silmarillionu byl Mîm zajat skřety a ti ho donutili zradit Túrina. V následující bitvě byl Túrin zajat a z ostatních nepřežil nikdo kromě Belega.
Podle textu Húrinových dětí zradil Mîm Túrina skřetům z vlastního rozhodnutí a dal si několik podmínek, mezi které patřilo, že mu skřeti předají svázaného Belega. Túrin a Beleg byli v bitvě zajati a skřeti opravdu nechali Belega Mîmovi, který ho chtěl zabít. Elf byl ale zachráněn umírajícím Andrógem.

### Smrt
Poté Beleg skřety pronásledoval, aby zachránil Túrina. Setkal se s elfem Gwindorem, který pocházel z města Nargothrond a který sám uprchl ze zajetí skřetů, a přesvědčil ho, aby mu pomohl. Když Beleg a Gwindor skřety dostihli, v noci se vplížili do jejich tábora a odnesli odtamtud Túrina, který byl v bezvědomí. Poté chtěl Beleg přesekat mečem Anglachelem Túrinovi pouta, čepel ale sklouzla a Túrina lehce poranila. Túrin se probral, vytrhl Belegovi meč a zabil ho v domnění, že je to nepřítel.
Anglachel zčernal a ztupil se poté, co jím byl zabit jeho pán; Túrin si meč ponechal. Belegovo tělo pohřbili Túrin a Gwindor do mělkého hrobu spolu s jeho lukem.